# Anders Wetterlind

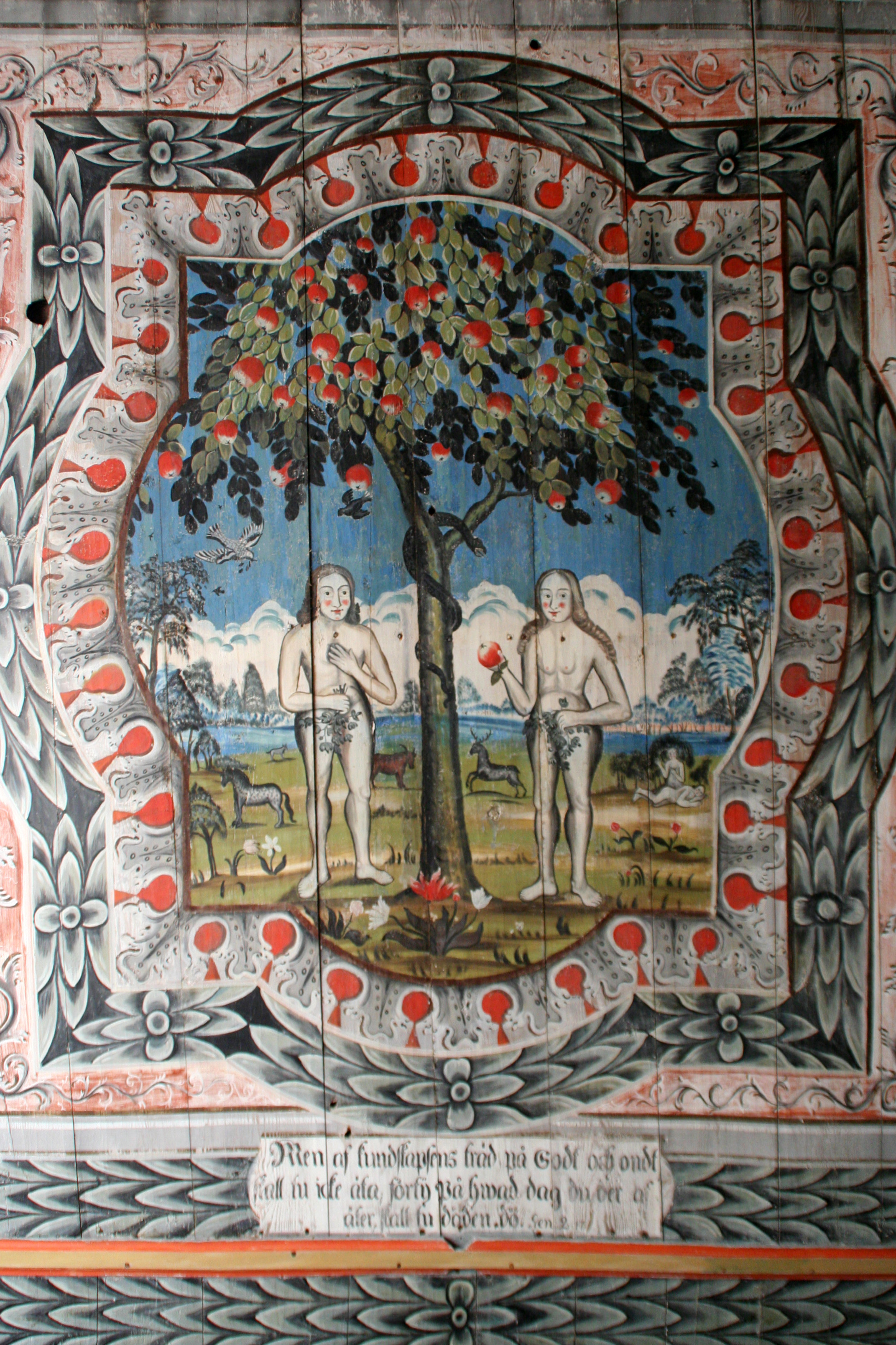
Plafond målad av Anders Wetterlind år 1769 i Suntaks gamla kyrka.

Anders Wetterlind, född omkring 1725, död 19 september 1805 i Acklinga socken, Västergötland, var en svensk kyrkomålare och klockare.
Wetterlind var med största sannolikhet bördig från Vartofta härad i Västergötland. Han var gift första gången med prästdottern Ebba Maria Larsdotter Insulan från Dimbo och andra gången från omkring 1786 med Inga Andersdotter. Tillsammans med sin hustru flyttade han från Stockholm till Dimbo 1757 och under hösten 1758 flyttade man som fattigt målare-folk vidare till grannsocknen Acklinga där Wetterlind fick en tjänst som klockare. Han var flitigt verksam som kyrkomålare i sin hembygd och utförde takmålningar i Suntaks kyrka och Östra Gerums kyrka samt tak och väggmålningar i Karleby kyrka. För Acklinga kyrka utförde han oljemålningen Kristi himmelsfärd. Målningen går i stil med de typiska dalmålningarna och Kristusfigurens ansikte är ett porträtt av dåvarande prästen Nils Wennerdahl. De församlade lärjungarna, klädda i knäbyxor med ljusblå eller vita strumpor, har slängt sina bredbrättade filthattar på marken bredvid sig.   